# Chelonus australis
Chelonus australis är en stekelart som beskrevs av Henry Lorenz Viereck 1903. Chelonus australis ingår i släktet Chelonus och familjen bracksteklar. Inga underarter finns listade i Catalogue of Life.